# Dittenheimer Mühlbach
Der Dittenheimer Mühlbach (am Oberlauf Gärtleinsgraben genannt) ist ein rechter Zufluss der Altmühl bei Dittenheim im mittelfränkischen Landkreis Weißenburg-Gunzenhausen.

## Verlauf
Der Dittenheimer Mühlbach entspringt als Gärtleinsgraben in einem quellreichen Gebiet nordöstlich des Gelben Bergs auf einer Höhe von 463 m ü. NHN am Nordfuß des Hahnenkamms südwestlich von Dittenheim unweit zur Grenze zur Marktgemeinde Meinheim. Ab einem Weiher am Südrand von Dittenheim findet ein Namenswechsel von Gärtleinsgraben in Dittenheimer Mühlbach statt. Der Bach durchfließt, teils kanalisiert, Dittenheim. Er unterquert die Staatsstraße 2230 und die Bahnstrecke Würzburg-Treuchtlingen. Der Dittenheimer Mühlbach mündet nach einem Lauf von rund 3,8 Kilometern unweit der Gemeindegrenze zu Theilenhofen auf einer Höhe von 411 m ü. NHN nordwestlich von Gundelsheim an der Altmühl von rechts in die Altmühl.
Der Bach fließt anfangs beständig in nordöstliche, ab Dittenheim in östliche Richtung und durchquert eine weite Offenlandschaft im Tal der Altmühl. Einziger Zufluss ist ein bei Mündung etwa 1,7 Kilometer langer, unbenannter Fluss, der direkt am Gelben Berg auf einer Höhe von 556 m ü. NHN entspringt (Lage Quelle) und südwestlich von Dittenheim mündet (Lage Mündung).